# Сафаров, Сардар Мадат оглы
Сардар Мадат оглы Сафаров (азерб. Sərdar Mədət oğlu Səfərov; 12 августа 1960, Кельбаджарский район — 25 сентября 1991, Аскеранский район, Нагорно-Карабахская автономная область) — азербайджанский советский милиционер, участковый инспектор Отделения внутренних дел Кусарского района, майор милиции, Национальный герой Азербайджана (1992, посмертно).

## Биография
Сардар Мадат оглы Сафаров родился 12 августа 1960 года в Кельбаджарском районе Азербайджанской ССР. В 1977 году окончил среднюю школу и начал работать в колхозе. В 1979 начал проходить воинскую службу в рядах Советской армии на территории Армянской ССР и Грузинской ССР. В 1981 году был демобилизован.
В 1982 году устроился на работу на Бакинский автомобильный завод. Желя поступить на работу в органы внутренних дел, Сафаров отправился в Тульскую область. Три года Сардар Сафаров служит милиционером в Заокском районном отделении внутренних дел. Для продолжания образования был направлен своим отделением в Каунасскую специальную школу милиции МВД СССР. Завершив образование в 1987 году, Сафаров вернулся в своё старое место работы. Будучи образцовым работником милиции, Сафаров вскоре получает должность участкового инспектора.
Тоскуя по Родине, Сафаров вскоре возвращается в Азербайджан. В 1991 году продолжил службу в качестве участкового инспектора в Кусарском районном отделении внутренних дел. 
25 сентября 1991 года, как отмечает азербайджанский журналист и исследователь Вугар Аскеров, на территории Аскеранского района НКАО армянскими боевиками было совершено нападение на автобус марки КАвЗ-685. Сардар Сафаров для расследования обстоятельств инцидента был направлен на место происшествия в качестве следователя. По словам Аскерова, возвращаясь с места происшествия, следственная группа подверглась обстрелу со стороны армянских боевиков у моста Ага-кёрпю близ Степанакерта. Спасая жизни своих товарищей, Сардар Сафаров погиб.
Похоронен на территории Кельбаджарского района.
На момент гибели был женат. Через три месяца после его смерти на свет появилась его дочь.

## Награды

Барельеф Сардара Сафарова на фасаде здания Государственного агентства по туризму в Баку

Указом президента Азербайджанской Республики Абульфаза Эльчибея № 264 от 8 октября 1992 года майору Сардару Мадат оглы Сафарову за личное мужество и отвагу, проявленные во время защиты территориальной целостности Азербайджанской Республики и обеспечения безопасности мирного населения, было присвоено звание Национального Героя Азербайджана (посмертно).

## Память
Одна из улиц города Кельбаджар носит имя Сафарова.
В 1994 году одна из улиц Насиминского района города Баку была названа именем Сардара Сафарова.
5 октября 2022 года в Баку состоялась церемония открытия барельефа Сардару Сафарову, установленному на фасаде административного здания Государственного агентства по туризму.